# Полвадера (Нью-Мексико)
Полвадера (англ. Polvadera) — переписна місцевість (CDP) в США, в окрузі Сокорро штату Нью-Мексико. Населення — 178 осіб (2020).

## Географія
Полвадера розташована за координатами 34°12′7″ пн. ш. 106°55′2″ зх. д. / 34.20194° пн. ш. 106.91722° зх. д. (34.202039, -106.917202).  За даними Бюро перепису населення США в 2010 році переписна місцевість мала площу 2,51 км², уся площа — суходіл.

## Демографія
Згідно з переписом 2010 року, у переписній місцевості мешкало 269 осіб у 101 домогосподарстві у складі 68 родин. Густота населення становила 107 осіб/км².  Було 119 помешкань (47/км²).
Расовий склад населення:
| - 83,3 % — білих - 3,7 % — корінних американців - 0,4 % — чорних або афроамериканців - 10,4 % — осіб інших рас |

До двох чи більше рас належало 2,2 %. Частка іспаномовних становила 72,5 % від усіх жителів.
За віковим діапазоном населення розподілялося таким чином: 28,3 % — особи молодші 18 років, 56,8 % — особи у віці 18—64 років, 14,9 % — особи у віці 65 років та старші. Медіана віку мешканця становила 42,8 року. На 100 осіб жіночої статі у переписній місцевості припадало 102,3 чоловіків;  на 100 жінок у віці від 18 років та старших — 109,8 чоловіків також старших 18 років.
Середній дохід на одне домашнє господарство  становив 18 553 долари США (медіана — 13 325), а середній дохід на одну сім'ю — 21 893 долари (медіана — 13 425). За межею бідності перебувало 34,2 % осіб, у тому числі 0,0 % дітей у віці до 18 років та 19,0 % осіб у віці 65 років та старших.
Цивільне працевлаштоване населення становило 60 осіб. Основні галузі зайнятості: фінанси, страхування та нерухомість — 30,0 %, будівництво — 28,3 %, публічна адміністрація — 23,3 %.